# Jin Ziwei
Jin Ziwei (Shenyang, 17 oktober 1985) is een voormalig Chinees roeister. Jin nam driemaal deel aan de Olympische Zomerspelen en behaalde in eigen land tijdens de spelen van 2008 de gouden medaille in de dubbel-vier. Dit was de eerste olympische gouden medaille die door China bij het roeien werd behaald.

## Resultaten
- Olympische Zomerspelen 2004 in Athene 4e in de acht
- Wereldkampioenschappen roeien 2006 in Eton 4e in de acht
- Wereldkampioenschappen roeien 2007 in München  in de dubbel-vier
- Olympische Zomerspelen 2008 in Peking  in de dubbel-vier
- Wereldkampioenschappen roeien 2010 in Cambridge 7e in de dubbel-vier
- Wereldkampioenschappen roeien 2011 in Bled 5e in de dubbel-vier
- Olympische Zomerspelen 2012 in Londen 5e in de dubbel-vier

1988: Kerstin Förster & Kristina Mundt & Beate Schramm & Jana Sorgers ·
1992: Sybille Schmidt  &  Birgit Peter  & Kerstin Müller & Kristina Mundt·
1996: Katrin Rutschow & Jana Sorgers & Kerstin Köppen & Kathrin Boron·
2000: Manja Kowalski & Meike Evers & Manuela Lutze  & Kerstin Kowalski ·
2004: Kathrin Boron & Meike Evers & Manuela Lutze & Kerstin Kowalski ·
2008: Tang Bin & Xi Aihua & Jin Ziwei & Zhang Yangyang ·
2012: Kateryna Tarasenko & Natalija Dovhodko & Anastasija Kozjenkova & Jana Dementjeva·
2016: Annekatrin Thiele, Carina Bär, Julia Lier, Lisa Schmidla ·
2020: Chen Yunxia & Zhang Ling & Lü Yang & Cui Xiaotong ·
2024: Lauren Henry & Hannah Scott & Lola Anderson & Georgina Brayshaw